# Nedystoma
Nedystoma is een geslacht van straalvinnige vissen uit de familie van christusvissen (Ariidae).

## Soorten
- Nedystoma dayi (Ramsay & Ogilby, 1886)
- Nedystoma novaeguineae (Weber, 1913)